# Shannon Kalawan
Shannon Kalawan (25 de noviembre de 1997) es una deportista de Jamaica que compite en atletismo. Ganó una medalla de plata en el Campeonato Mundial de Atletismo Sub-20 de 2016, en la prueba de 400 m vallas.